# 阿赫利亞 (考卡省)
阿赫利亞是哥倫比亞的城鎮，位於該國西南部，由考卡省負責管轄，距離首府波帕揚167公里，始建於1967年11月8日，面積655平方公里，海拔高度1,250米，2005年人口24,538。